# Klagenfurter AC
Klagenfurter AC is een Oostenrijkse voetbalclub uit Klagenfurt, de hoofdstad van de deelstaat Karinthië.

## Geschiedenis
De club werd in 1909 opgericht als I. Fußball- und Athletik-Sportclub Klagenfurt en is de oudste club van Karinthië. Samen met Austria Klagenfurt domineerde de club de Landesliga Kärnten, wat lange tijd de hoogst mogelijke speelklasse was voor de clubs. In 1936/37 nam de club ook deel aan het amateurkampioenschap en bereikte daarin de halve finale, die het verloor van Post SV Wien. 
In 1949 werd de club medeoprichter van de Tauernliga, die als tweede klasse van Oostenrijk fungeerde. In het tweede seizoen werd de club kampioen maar nam niet deel aan de eindronde om te promoveren. De club speelde tot 1960 in de tweede klasse en degradeerde dan. In 1964 keerde de club terug, intussen was de tweede klasse omgevormd tot Regionalliga. Na vijf seizoenen degradeerde de club opnieuw en kon niet meer terugkeren en zakte weg in de anonimiteit. In 2007 werd de club nog kampioen en promoveerde voor het eerst in 29 jaar opnieuw naar de Kärntner Liga (vierde klasse).

## Erelijst
Kampioen Karinthië
1922, 1924, 1927, 1929, 1937, 1939, 1948, 1951 (Tauernliga), 1964
Beker van Karinthië
1925, 1926, 1936